# 疏花灯心草
疏花灯心草（学名：Juncus pauciflorus）是灯心草科灯心草属的植物。分布于朝鲜、澳大利亚以及中国大陆的四川、湖北等地，常生于湿草地，目前尚未由人工引种栽培。